# 凱特林 (俄亥俄州)
凱特林（英語：Kettering）是美國俄亥俄州蒙哥馬利縣的一座城市（小部分位於格林縣），位於代頓的郊區，依據2020年美國人口普查有57,862人口。凱特林以美國發明家查爾斯·富蘭克林·凱特林命名。

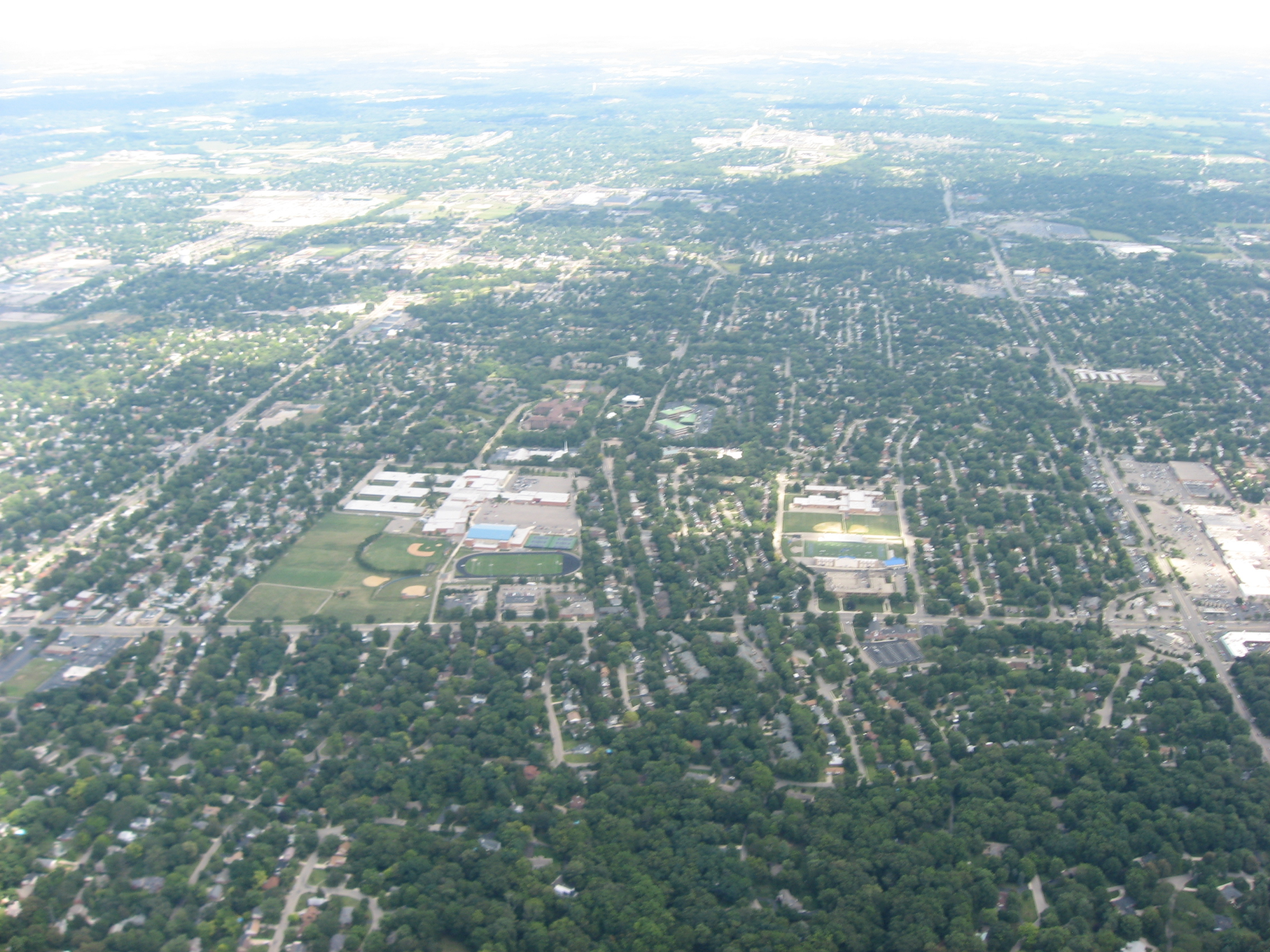
凱特林